# 죄 (불교)
불교 용어로서의 죄(罪)는 도리(道理)에 반하는 행위, 계율을 어기는 행위, 또는 고의 과보를 불러올 악행을 말한다.
실천적인 측면에서, 죄(罪)는 모든 선사(善士) 즉 모든 아라한 또는 성현(聖賢)이 꾸짖고 싫어하는 법 또는 꾸짖을 만한 것으로서 그 과보 즉 그것이 가져 올 애호할 만하지 않은 결과[非愛果]를 두려워 해야 할 것으로 정의되는데, 전통적인 용어로 꾸짖고 싫어하는 법을 가염법(訶厭法)이라 하고, 꾸짖을 만한 것을 가가(可訶)라고 하며, 두려워 해야 할 것을 포외(怖畏)라고 한다. 보다 구체적으로는, 죄 즉 가염법 · 가가 또는 포외는 시라(尸羅: 계율)와 궤칙(軌則), 그리고 온갖 청정한 명[淨命: 淨 · 청정 · 무루의 생활, 즉 8정도의 正命]을 훼범(毀犯: 허물고 범함)하는 것을 말한다.
관련 용어로, 5계(五戒)를 어기는 것인 5악(五惡)을 5포죄원(五怖罪怨)이라고도 하는데, '5포죄원'의 문자 그대로의 뜻은 '5가지 (그 과보가) 두려운 죄와 원한' 또는 '5가지 (그 과보를) 두려워 해야 할 죄와 원한'이며, 불교 경전에서 고타마 붓다는 5포죄원은 모든 성현(聖賢)이 가염(訶厭)하는 것 즉 꾸짖고 싫어하는 것이라고 언급하고 있다. 그리고 두려워 해야 할 것 즉 원인으로서의 죄(罪) 자체와 그것이 불러올 과보를 두려워 하지 않는 것을 무괴(無愧)라 하는데, 부파불교의 설일체유부의 5위 75법의 법체계와 대승불교의 유식유가행파의 5위 100법의 법체계에서 무괴는 번뇌성이 심화되어 유부무기의 상태를 넘어 불선 즉 악의 상태에 처해 있는 마음작용들의 그룹인 대불선지법(大不善地法)과 중수번뇌심소(中隨煩惱心所)에 속한다.

## 사전적 정의
죄(罪)의 일반 사전에서의 정의는 다음과 같다.
1. 양심이나 도리에 벗어난 행위
2. 잘못이나 허물로 인하여 벌을 받을 만한 일
3. <법률> 법률에 위반되어 처벌을 면하지 못하는 불법 행위 [비슷한 말] 범죄, 죄범
4. <기독교> 하나님의 계명을 거역하고 그의 명령을 따르지 아니하는 인간의 행위
5. <불교> 도리에 거슬리어 괴로움의 과보(果報)를 부르는 나쁜 행위

## 죄사·가훼사
죄(罪)가 되는 구체적인 낱낱의 일, 악한 일, 나쁜 일을 전통적인 용어로 죄사(罪事) 또는 유죄사(有罪事)라고 하며, 허물어야 할 일이라는 뜻에서 가훼사(可毀事)라고도 한다.
한편, 《구사론》과 《현종론》에 따르면, 번뇌 가운데 하나인 뇌(惱) 즉 괴롭힘은 죄사 즉 가훼사에 대해 악한 마음으로 견고히 집착하는 마음작용으로, 마음이 뇌(惱)와 상응하고 있는 상태에서는 참다운 충고도 받아들이지 않으며 회개하지도 않는다. 모든 번뇌를 근본번뇌와 수번뇌로 나눌 때, 뇌(惱)는 수번뇌에 속하며 근본번뇌 가운데 견(見)에 속한 견취(見取)로부터 일어나는 수번뇌이다.

## 성죄·차죄
불교에서의 죄(罪)는 크게 성죄(性罪: 본질상 죄)와 차죄(遮罪: 막은 죄)의 2가지로 나뉘는데, 이들을 통칭하여 2죄(二罪)라 한다.
성죄(性罪: 본질상 죄)는 5악 가운데 살생(殺生) · 투도(偷盜) · 사음(邪婬) · 망어(妄語)나 5역죄나 10악죄처럼 선 · 악 · 무기의 3성의 관점에서 볼 때 그 성질이 악이어서 고타마 붓다의 제지(制止)가 없었어도 죄가 되는 것을 말한다.
이에 비해 차죄(遮罪: 막은 죄)는 선 · 악 · 무기의 3성의 관점에서 볼 때 그 성질이 악은 아니나 고타마 붓다가 제지하였으므로 비로소 죄가 되는 것으로, 예를 들어 5악 가운데 하나인 음주(飲酒)가 여기에 해당한다.

## 참고 문헌
- 곽철환 (2003). 《시공 불교사전》. 시공사 / 네이버 지식백과. |title=에 외부 링크가 있음 (도움말)
- 목건련 지음, 현장 한역, 송성수 번역 (K.945, T.1537). 《아비달마법온족론》. 한글대장경 검색시스템 - 전자불전연구소 / 동국역경원. K.945(24-1091), T.1537(26-453). |title=에 외부 링크가 있음 (도움말)
- 세친 지음, 현장 한역, 권오민 번역 (K.955, T.1558). 《아비달마구사론》. 한글대장경 검색시스템 - 전자불전연구소 / 동국역경원. K.955(27-453), T.1558(29-1). |title=에 외부 링크가 있음 (도움말)
- 운허.  동국역경원 편집, 편집. 《불교 사전》. |title=에 외부 링크가 있음 (도움말)
- 중현 지음, 현장 한역, 권오민 번역 (K.957, T.1563). 《아비달마장현종론》. 한글대장경 검색시스템 - 전자불전연구소 / 동국역경원. K.957(28-1), T.1563(29-777). |title=에 외부 링크가 있음 (도움말)
- (중국어) 佛門網. 《佛學辭典(불학사전)》. |title=에 외부 링크가 있음 (도움말)
- (중국어) 星雲. 《佛光大辭典(불광대사전)》 3판. |title=에 외부 링크가 있음 (도움말)
- (중국어) 阿含辭典. 《阿含辭典(아함사전)》. |title=에 외부 링크가 있음 (도움말)
- (중국어) 목건련 조, 현장 한역 (T.1537). 《아비달마법온족론(阿毘達磨法蘊足論)》. 대정신수대장경. T26, No. 1537, CBETA. |title=에 외부 링크가 있음 (도움말)
- (중국어) 세친 조, 현장 한역 (T.1558). 《아비달마구사론(阿毘達磨俱舍論)》. 대정신수대장경. T29, No. 1558, CBETA. |title=에 외부 링크가 있음 (도움말)
- (중국어) 중현 조, 현장 한역 (T.1563). 《아비달마장현종론(阿毘達磨藏顯宗論)》. 대정신수대장경. T29, No. 1563, CBETA. |title=에 외부 링크가 있음 (도움말)